# Pantherophis obsoletus
Pantherophis obsoletus és una espècie de serp no verinosa de la família Colubridae. Habita al sud del Canadà, i al centre i sud dels Estats Units.